# Ghotuo jezik
Ghotuo jezik (otwa, otuo; ISO 639-3: aaa), jedna od devet jezika podskupine ghotuo-uneme-yekhee, šire skupine edoid.
Govori ga 9 000 ljudi (1994), pripadnika etničke grupe Ghotuo (pl. Ghotuos) u regiji Akoko-Edo u nigerijskoj državi Edo).

## Vanjske poveznice
- Ethnologue (14th)
- Ethnologue (15th)
- The Ghotuo Language